# Cirkulär affärsmodell
Cirkulär affärsmodell är ett begrepp för att beskriva den typ av affärsmodeller som behövs i den cirkulära ekonomin, vilket av många anses som en viktig del i arbetet mot att nå de hållbara målen och en mer hållbar värld.
De affärsmodeller som i stora drag råder i samhället utgår från det linjära systemet där avfall genereras utan att tas vara på. I det linjära systemet ligger fokus ofta på kortsiktigt vinstmaximerande, vilket ofta går stick i stäv med ett hållbart utnyttjande av naturresurser då ett mer slit-och-släng-tänk råder.
Den cirkulära affärsmodellen ämnar ta ett helhetsansvar över resursutnyttjandet genom att eftersträva hållbara produkter som ska hålla länge, gå att återanvända och återvinna och inte generera avfallsflöden. Tillväxtverket har gjort en guide för cirkulär affärsmodell som är baserad på Cirkulär Business Model Canvas.